# Аквіно
Аквіно (італ. Aquino) — муніципалітет в Італії, у регіоні Лаціо, провінція Фрозіноне.
Аквіно розташоване на відстані близько 110 км на південний схід від Рима, 33 км на південний схід від Фрозіноне.
Населення — 5370 осіб (2014).
Щорічний фестиваль відбувається 7 березня та 1 вересня. Покровитель — Тома Аквінський (Tommaso d'Aquino).

## Демографія
Населення за роками:

Станом на 1 січня 2023 року в муніципалітеті офіційно проживав 281 іноземець з 33 країн, серед них 77 громадян країн Євросоюзу та 29 громадян України.

## Сусідні муніципалітети
- Кастрочієло
- П'єдімонте-Сан-Джермано
- Піньятаро-Інтерамна
- Понтекорво